# Lisa Lynn Masters
Lisa Lynn Masters (Omaha, 1964 — Lima, 15 de novembro de 2016) foi uma atriz norte-americana, conhecida pelos seus papéis nas séries Gossip Girl, Law & Order: Special Victims Unit e Unbreakable Kimmy Schmidt.
No dia 15 de novembro de 2016, Lisa, que cresceu em Asheville, na Carolina do Norte, foi encontrada morta no quarto de hotel em Lima, no Peru, com suspeita de suicídio. Foi encontrada enforcada, e as autoridades disseram que havia antidepressivos pelo quarto e duas cartas falando sobre seus problemas de saúde mental.